# Смит, Томми (английский футболист, 1992)
То́мас Джордж Смит (англ. Thomas George Smith; родился 14 апреля 1992, Уоррингтон), более известный как То́мми Смит (англ. Tommy Smith) — английский футболист, игравший на позиции защитника.

## Футбольная карьера
Уроженец Уоррингтона, Чешир, Смит выступал в детско-юношеских академиях клубов «Транмир Роверс» и «Манчестер Сити». В 2010 году в матче против «Болтон Уондерерс» сломал ногу и выбыл из футбола на 12 месяцев, а по возвращении получил травму связок голеностопного сустава. В январе 2012 года его контракт с «Манчестер Сити» был расторгнут по обоюдному согласию.
Находился на просмотрах в английских клубах «Брэдфорд Сити», «Челтнем Таун» и французском «Гавре», но в итоге перешёл в резервную команду «Хаддерсфилд Таун», где работал бывший тренер «Манчестер Сити» Стив Эйр.
31 августа 2013 года впервые попал в заявку основной команды «Хаддерсфилд Таун» на матч против «Барнсли», но на поле не вышел. 24 сентября 2013 года дебютировал за клуб в матче Кубка Футбольной лиги против «Халл Сити». В лиге Томми Смит дебютировал 23 ноября 2013 года в игре против «Шеффилд Уэнсдей» на «Хиллсборо».
4 февраля 2014 года Смит продлил свой контракт с клубом до 2016 года.
31 января 2015 года Томми был доставлен в больницу с серьёзной травмой головы, полученной в столкновении с вратарём своей команды Джо Мерфи во время западного йоркширского дерби против «Лидс Юнайтед». Ему оказывали помощь на протяжении девяти минут во время игры, а после окончания матча медицинским вертолётом доставили в главную больницу Лидса, но выписали уже на следующий день.
19 января 2016 года Смит забил свой первый гол за «терьеров» в игре Кубка Англии против «Рединга».
В сезоне 2016/17 Томми Смит забил за «Хаддерсфилд» 4 мяча, сыграв в 44 из 46 матчей своей команды в Чемпионшипе. «Хаддерсфилд» завершил сезон на 5-м месте и вышел в плей-офф, в котором одержал победу и гарантировал себе выход в Премьер-лигу.
После ухода из «Хаддерсфилд Таун» летом 2019 года на протяжении трёх сезонов выступал за «Сток Сити» в Чемпионшипе. 27 июля 2022 года на правах свободного агента перешёл в другой клуб Чемпионшипа «Мидлсбро», подписав однолетний контракт.
В феврале 2025 года объявил о завершении игровой карьеры.

## Статистика выступлений
| Клуб             | Сезон            | Лига             | Лига | Лига | Кубок Англии | Кубок Англии | Кубок лиги | Кубок лиги | Прочие | Прочие | Итого | Итого |
| Клуб             | Сезон            | Дивизион         | Игры | Голы | Игры         | Голы         | Игры       | Голы       | Игры   | Голы   | Игры  | Голы  |
| ---------------- | ---------------- | ---------------- | ---- | ---- | ------------ | ------------ | ---------- | ---------- | ------ | ------ | ----- | ----- |
| Хаддерсфилд Таун | 2013/14          | Чемпионшип       | 24   | 0    | 2            | 0            | 1          | 0          | 0      | 0      | 27    | 0     |
| Хаддерсфилд Таун | 2014/15          | Чемпионшип       | 41   | 0    | 1            | 0            | 2          | 0          | 0      | 0      | 44    | 0     |
| Хаддерсфилд Таун | 2015/16          | Чемпионшип       | 36   | 0    | 2            | 1            | 1          | 0          | 0      | 0      | 39    | 1     |
| Хаддерсфилд Таун | 2016/17          | Чемпионшип       | 42   | 4    | 2            | 0            | 0          | 0          | 3      | 0      | 47    | 4     |
| Хаддерсфилд Таун | 2017/18          | Премьер-лига     | 0    | 0    | 0            | 0            | 0          | 0          | 0      | 0      | 0     | 0     |
| Всего за карьеру | Всего за карьеру | Всего за карьеру | 143  | 4    | 7            | 1            | 4          | 0          | 3      | 0      | 157   | 5     |

## Достижения
«Хаддерсфилд Таун»
- Победитель плей-офф Чемпионшипа: 2016/17